# Soual

Soual este o comună în departamentul Tarn din sudul Franței. În 2009 avea o populație de 2.258 de locuitori.

## Evoluția populației
| An        | 1975  | 1982  | 1990  | 1999  | 2006  | 2009  |
| --------- | ----- | ----- | ----- | ----- | ----- | ----- |
| Populație | 1.459 | 1.717 | 1.990 | 1.987 | 2.125 | 2.258 |